# ジェレミー・レナー
ジェレミー・リー・レナー（Jeremy Lee Renner, 1971年1月7日 - ）は、アメリカ合衆国の俳優、ミュージシャン。
2000年代より映画の助演を重ねて知名度を上げ、『ジェフリー・ダーマー』（2002年）、『S.W.A.T.』（2003年）、『28週後...』（2007年）、『ハート・ロッカー』（2009年）、『アベンジャーズ』、『ボーン・レガシー』（2012年）などに出演。
特に、主演した『ハート・ロッカー』は2009年のアカデミー作品賞を受賞し、自身もアカデミー主演男優賞にノミネート。翌2010年公開の『ザ・タウン』でも高評価され、アカデミー助演男優賞などにノミネートされた。また『MCU』シリーズでは、シリーズ初期から登場するヒーローのひとりホークアイを演じ、知名度を上げた。

## 生い立ち
カリフォルニア州モデストにて、ボウリング場を営む夫婦の第一子として産まれる。両親はレナーが10歳のころに離婚。5人の弟妹がいる。その他に40歳下の弟が誕生したことをトーク番組で自ら明かした。ドイツ系とアイルランド系の家系。フレッド・C・ベイヤー高等学校を卒業した後はモデスト短期大学に通った。

## キャリア

### 初期の作品
1995年に『ナショナル・ランプーン/ホワイトハウスを乗っ取れ!』で落ちこぼれ高校生のダグ役でデビュー。同作は批評家に酷評されたものの、後に、テレビシリーズ『Deadly Games』、『ストレンジ・ラック』へのゲスト出演、テレビ映画『A Friend's Betrayal』の脇役出演でキャリアを重ねた。翌年以降も『Zoe, Duncan, Jack and Jane』（1999年）、『ザ・インターネット』（1999年）、『The Time of Your Life』（1999年）、『エンジェル』（2000年）にゲスト出演した。2001年には『CSI:科学捜査班』に端役でゲスト出演。俳優の合間にメイクアップ・アーティストとしても活動してやりくりしていた。

### 2002年 - 2008年
2002年、レナーは映画『ジェフリー・ダーマー』に実在の殺人鬼ジェフリー・ダーマー役で出演し、その演技が賞賛されてインディペンデント・スピリット賞主演男優賞にノミネート。翌2003年にはP!NKの楽曲"Trouble"のミュージックビデオに保安官役で出演した。同年には『S.W.A.T.』、2004年に『サラ、いつわりの祈り』に出演。
2005年には『A Little Trip to Heaven』、『スタンドアップ』、『12 and Holding』に出演した。翌2006年の『Neo Ned』ではガブリエル・ユニオンと敵対する役柄で出演し、パームビーチ国際映画祭主演男優賞などにノミネート。他に『ロード・オブ・ドッグタウン』にクレジット無しで出演したほか、『Love Comes to the Executioner』でジニファー・グッドウィンと共演。
2007年には『ジェシー・ジェームズの暗殺』でブラッド・ピット演じるジェシー・ジェイムズの従弟のウッド・ハイト役を務めたほか、『28週後...』にドイル軍曹役で出演した。同年には『プリズナー』でミニー・ドライヴァーと共演し、また『Dr.HOUSE』にミュージシャンの患者役でゲスト出演した。また『The Oaks』のパイロット版にも出演したものの、同作はシリーズ化されなかった。

### 2009年 - 現在

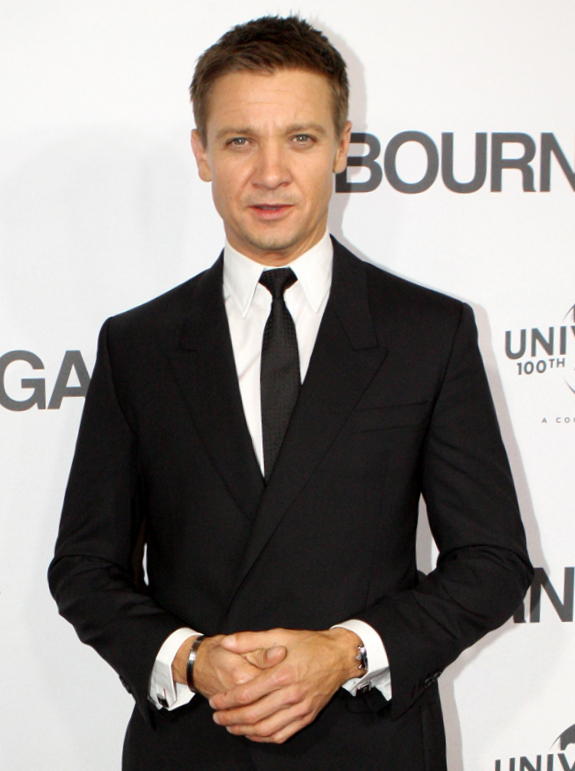
2012年

ダラス・ロバーツと共演したコメディ・ドラマ『Lightbulb』、短命に終わったテレビシリーズ『The Unusuals』の後、レナーはキャスリン・ビグロー監督の戦争映画『ハート・ロッカー』で主役のウィリアム・ジェームズ軍曹を演じた。この作品は2009年のアカデミー賞作品賞などを受賞し、自身もアカデミー主演男優賞や全米映画俳優組合賞主演男優賞にノミネート。
2010年、ベン・アフレック監督の『ザ・タウン』でアフレック、ジョン・ハム、ブレイク・ライヴリー、スレインらと共演した。映画自体もレナーの演技も高評価され、第83回アカデミー賞助演男優賞や全米映画俳優組合賞助演男優賞にノミネートされた。他に、初めてゴールデングローブ賞（助演男優賞）にもノミネートされた。
2011年、『マイティ・ソー』にホークアイ役でクレジット無しのカメオ出演を果たした（翌2012年5月公開の映画『アベンジャーズ』でも同じキャラクターを演じている）。同年12月、トム・クルーズ主演の『ミッション:インポッシブル』シリーズの4作目『ミッション:インポッシブル/ゴースト・プロトコル』で、クルーズ演じる主人公イーサン・ハントのチームの新メンバー役を務めた。
2012年は『アベンジャーズ』の他、『ボーン』シリーズの4作目でトニー・ギルロイ監督・脚本の『ボーン・レガシー』が公開された。同作では前3作までにマット・デイモン演じたジェイソン・ボーンに代わって、新たにレナー演じるアーロン・クロスが主人公となった。また他に、ジェマ・アータートンと共に主役を務めた、『ヘンゼルとグレーテル』の15年後を描くアクション・ホラー・コメディ『ヘンゼル & グレーテル』がある。2012年8月、家族や友人と過ごす時間が必要との理由で、俳優休業を視野に入れ、全てのスケジュールを白紙に戻すようにエージェントに命じたとの報道がなされた。
2012年11月17日に放送されたNBCのバラエティ番組『サタデー・ナイト・ライブ』では、司会を務め、ホークアイのパロディを自ら演じた他、ピアノ演奏と歌声を披露。
2021年には「Disney+」で独占配信されたドラマ『ホークアイ』でホークアイ役を再演し、「僕にとってこの作品はこれまでのMCUの中で一番好きな作品になった」と語っている。
2023年1月1日、除雪作業中の除雪車にひかれ足を負傷し大量出血したほか胸部を強く打ったため病院へ空輸で搬送され、同月2日に手術を受けた。
2023年1月16日、SNSにて退院したことと自宅で療養を続けていることを報告した。

## その他の活動

### 音楽
俳優のほかに、シンガーソングライター、ギタリスト、キーボーディスト、ドラマーとしても活動している。俳優活動初期の頃はサンズ・オブ・ベンというバンドで演奏していた。映画『スタンドアップ』ではサウンドトラック曲「I Drink Alone」を演奏した。2006年の『Love Comes to the Executioner』、2007年の『ジェシー・ジェームズの暗殺』でもパフォーマンスを見せた。2013年の『エヴァの告白』ではピアノを弾いている。

### 住宅リフォーム
下積み時代は副業として親友のクリスフトファー・ウィンターと共に住宅リフォーム事業を行っていた。

## 私生活
同じく俳優であるベン・アフレック、コリン・ファレル、シャーリーズ・セロンと友人である。
バイク好きで、普段はBMWに乗っているという。射撃も好んでおり、シューティング・レンジへ足を運ぶことも多く、銃器を扱う役も多い。
親友のグリフィン・ハッドレイと同居していることからゲイであると噂されていたが、本人は「そういうふうに言われるのは、ハリウッドスターの仲間入りをしたことだ」と全く気にしていなかったようである。その一方で、元恋人のモデル、ソニー・パチェコがレナーの子を妊娠（2013年2月出産予定）したと知ると、彼女を自宅に呼び寄せ、ハッドレイを含め3人で暮らすようになったと報道された。
2013年3月28日、元恋人ソニー・パチェコとの間に3175gの第1子女児が誕生。アヴァ・バーリン・レナー（Ava Berlin Renner）と命名。2014年9月になって、ソニー・パチェコと結婚していたことを明らかにしていた。しかし、その後の2015年末に離婚が成立した。ソニー・パチェコとの問題は2019年になっても親権をめぐる争いなどが起こっているなど解決されていない。

## 人物
クールでタフな役や、狡猾で一癖あるキャラクター、悪役にキャスティングされることが多いが、近年は『ホークアイ』などヒーロー役も増えている。
2012年7月24日放送の米トーク番組『Jimmy Kimmel Live!』に出演した際には、飛行機で移動中に友人から睡眠薬と騙されてバイアグラを飲まされ、とても恥ずかしい思いをしたというエピソードをユーモラスに語るなど、明るく気さくな人柄である。その一方で、本人は「人に心を開くまでにすごく時間がかかる」性格であり、「いわゆるハリウッドのパーティー好きセレブみたいなタイプじゃない」と述べている。

## フィルモグラフィ
※役名の太字表記は主演。

### 映画
| 年   | 題名                                                                                  | 役名                            | 備考 | 吹き替え           |
| ---- | ------------------------------------------------------------------------------------- | ------------------------------- | --- | ------------------ |
| 1995 | ナショナル・ランプーン/ホワイトハウスを乗っ取れ! National Lampoon's Senior Trip       | ダグ                            | 日本劇場未公開 | （吹き替え版なし） |
| 1996 | Paper Dragons                                                                         | ジャック                        | | N/A                |
| 2001 | Fish in a Barrel                                                                      | レミー                          | N/A |                    |
| 2002 | ジェフリー・ダーマー Dahmer                                                           | ジェフリー・ダーマー            | 日本劇場未公開 インディペンデント・スピリット賞主演男優賞ノミネート | 不明               |
| 2002 | Monkey Love                                                                           | ディル                          | | N/A                |
| 2003 | S.W.A.T.                                                                              | ブライアン・ギャンブル          | 高木渉（ソフト版） 桐本琢也（日本テレビ版） |                    |
| 2004 | サラ、いつわりの祈り The Heart Is Deceitful Above All Things                          | エマーソン                      | （吹き替え版なし） |                    |
| 2005 | A Little Trip to Heaven                                                               | フレッド                        | N/A |                    |
| 2005 | スタンドアップ North Country                                                          | ボビー・シャープ                | 北沢洋 |                    |
| 2005 | Twelve and Holding                                                                    | Gus Maitland                    | N/A |                    |
| 2005 | Neo Ned                                                                               | ネッド                          | パームビーチ国際映画祭主演男優賞 | N/A                |
| 2005 | ロード・オブ・ドッグタウン Lords of Dogtown                                           | ジェイ・アダムズのマネージャー  | クレジットなし | 不明               |
| 2006 | Love Comes to the Executioner                                                         | Chick Prigusivac                | | N/A                |
| 2007 | ジェシー・ジェームズの暗殺 The Assassination of Jesse James by the Coward Robert Ford | ウッド・ハイト                  | 北沢洋 |                    |
| 2007 | 28週後... 28 Weeks Later                                                              | ドイル軍曹                      | 横堀悦夫 |                    |
| 2007 | プリズナー Take                                                                       | ソール・グレガー                | 日本劇場未公開 | 山本兼平           |
| 2008 | ハート・ロッカー The Hurt Locker                                                      | ウィリアム・ジェームズ一等軍曹  | 全米映画批評家協会賞主演男優賞 ナショナル・ボード・オブ・レビューブレイクスルー男優賞 サテライト賞主演男優賞 (ドラマ部門) アカデミー賞主演男優賞ノミネート 英国アカデミー賞主演男優賞ノミネート インディペンデント・スピリット賞主演男優賞ノミネート | 加瀬康之           |
| 2009 | 逆転のメソッド Ingenious（旧題: Lightbulb）                                           | サム                            | 日本劇場未公開 | （吹き替え版なし） |
| 2010 | ザ・タウン The Town                                                                   | ジェームズ・“ジェム”・コフリン  | アカデミー賞助演男優賞ノミネート 全米映画俳優組合賞助演男優賞ノミネート ゴールデングローブ賞助演男優賞ノミネート サンディエゴ映画批評家協会賞助演男優賞ノミネート                                                                                    | 阪口周平           |
| 2011 | マイティ・ソー Thor                                                                   | クリント・バートン / ホークアイ | カメオ出演（クレジットなし） | 阪口周平           |
| 2011 | ミッション:インポッシブル/ゴースト・プロトコル Mission: Impossible – Ghost Protocol   | ウィリアム・ブラント            | | 花輪英司           |
| 2012 | アベンジャーズ The Avengers                                                           | クリント・バートン / ホークアイ | 宮迫博之 |                    |
| 2012 | ボーン・レガシー The Bourne Legacy                                                    | アーロン・クロス                | 中井和哉 |                    |
| 2013 | ヘンゼル & グレーテル Hansel and Gretel: Witch Hunters                                | ヘンゼル                        | 日本劇場未公開 | 桐本琢也           |
| 2013 | エヴァの告白 The Immigrant                                                            | オーランド                      | | 加瀬康之           |
| 2013 | アメリカン・ハッスル American Hustle                                                  | カーマイン・ポリート            | 坂詰貴之 |                    |
| 2014 | Kill the Messenger                                                                    | ゲイリー・ウェッブ              | 兼製作 | N/A                |
| 2015 | CIA特殊ユニット スローアウェイズ The Throwaways                                       | N/A                             | 製作総指揮 | N/A                |
| 2015 | アベンジャーズ/エイジ・オブ・ウルトロン Avengers: Age of Ultron                       | クリント・バートン / ホークアイ | | 宮迫博之           |
| 2015 | ミッション:インポッシブル/ローグ・ネイション Mission: Impossible - Rogue Nation       | ウィリアム・ブラント            | 花輪英司 |                    |
| 2016 | シビル・ウォー/キャプテン・アメリカ Captain America: Civil War                        | クリント・バートン / ホークアイ | 宮迫博之 |                    |
| 2016 | メッセージ Arrival                                                                    | イアン・ドネリー                | 加瀬康之 |                    |
| 2016 | ファウンダー ハンバーガー帝国のヒミツ The Founder                                     | N/A                             | 製作 | N/A                |
| 2017 | ウインド・リバー Wind River                                                           | コリー・ランバート              | | 阪口周平           |
| 2017 | カジノ・ハウス The House                                                              | トミー・パプーリ                | カメオ出演 日本劇場未公開 | （吹き替え版なし） |
| 2018 | TAG タグ Tag                                                                          | ジェリー・ピアース              | 日本劇場未公開 | （吹き替え版なし） |
| 2019 | アベンジャーズ/エンドゲーム Avengers: Endgame                                         | クリント・バートン / ホークアイ | | 宮迫博之           |
| 2019 | 氷の国のスイフティ 北極危機一髪! Arctic Do                                            | スイフティ                      | 声の出演 日本劇場未公開 | 七海ひろき         |
| 2021 | ブラック・ウィドウ Black Widow                                                        | クリント・バートン / ホークアイ | 声の出演 カメオ出演（クレジットなし） | 東地宏樹           |
| 2021 | Back Home Again                                                                       | Lieutenant Timber               | 声の出演 | N/A                |
| 2022 | ナイブズ・アウト: グラス・オニオン Glass Onion: A Knives Out Mystery                  | 本人役                          | クレジットなし 肖像画のみ | N/A                |
| 2025 | Wake Up Dead Man: A Knives Out Mystery                                                |                                 | ポストプロダクション |                    |

### テレビ
| 放送年    | 作品名                                                              | 役名                                       | 備考                                                           | 吹替     |
| --------- | ------------------------------------------------------------------- | ------------------------------------------ | -------------------------------------------------------------- | -------- |
| 1995      | Deadly Games                                                        | トッド                                     | 第3話「Boss」                                                  | N/A      |
| 1996      | ストレンジ・ラック Strange Luck                                     | ジョジョ・ピカード                         | 第5話「Blinded by the Son」                                    |          |
| 1996      | A Friend's Betrayal                                                 | ポールの友人                               | テレビ映画                                                     | N/A      |
| 1997      | A Nightmare Come True                                               | スティーヴン                               |                                                                | N/A      |
| 1999      | Zoe, Duncan, Jack & Jane                                            | ジャック                                   | パイロット・エピソード                                         | N/A      |
| 1999      | ザ・インターネット The Net                                          | テッド                                     | 第21話「Chem Lab」                                             |          |
| 1999      | Time of Your Life                                                   | テイラー                                   | 第6話「The Time the Truth Was Told」                           | N/A      |
| 2000      | エンジェル Angel                                                    | ペン                                       | 第1シーズン第11話「夢遊病」                                    |          |
| 2001      | CSI:科学捜査班 CSI: Crime Scene Investigation                       | ロジャー・ジェニングス                     | 第2シーズン第6話「冤罪 兄弟のレクイエム」                      | 立木文彦 |
| 2002      | The It Factor                                                       | 本人役                                     |                                                                | N/A      |
| 2007      | Dr.HOUSE House                                                      | ジミー・クイッド                           | 第4シーズン第9話「ゲームオーバー」                             | 不明     |
| 2008      | The Oaks                                                            | ダン                                       | パイロット・エピソード                                         | N/A      |
| 2009      | The Unusuals                                                        | ジェイソン・ウォルシュ                     | 計10話出演                                                     | N/A      |
| 2011      | Robot Chicken                                                       | ウィリアム・ジェームズ                     | 声の出演 第5シーズン第18話「Fool's Goldfinger」                | N/A      |
| 2012      | サタデー・ナイト・ライブ Saturday Night Live                        | 本人（ホスト）                             | 「Jeremy Renner/Maroon 5」                                     | N/A      |
| 2017-2019 | ナイトフォール -悲運の騎士団- Knightfall                            | N/A                                        | 製作総指揮                                                     | N/A      |
| 2021-2023 | ホワット・イフ...? What If...?                                      | クリント・バートン / ホークアイ            | 計4話声の出演 Disney+オリジナルシリーズ                        | 東地宏樹 |
| 2021      | ホークアイ Hawkeye                                                  | クリント・バートン / ホークアイ            | ミニシリーズ、計6話出演 Disney+オリジナルシリーズ              | 東地宏樹 |
| 2021-     | メイヤー・オブ・キングスタウン Mayor of Kingstown                   | マイク・マクラスキー                       | 兼製作総指揮 Paramount+オリジナルシリーズ                      | 東地宏樹 |
| 2022      | マーベル・スタジオ アッセンブル Marvel Studios: Assembled           | 本人                                       | 「ホークアイの裏側」                                           | 東地宏樹 |
| 2023      | レナベーション Rennervations                                        | 本人                                       | ミニシリーズ、計4話出演 兼製作総指揮 Disney+オリジナルシリーズ |          |
| 2023      | ANIMAL JOURNEY～生命をつなぐ遥かなる旅路 INCREDIBLE ANIMAL JOURNEYS | 本人                                       | 計7話声の出演                                                  | 高橋広樹 |
| 2024      | エコー Echo                                                         | クリント・バートン / ローニン / ホークアイ | 第1話「チャファ」 アーカイブ映像 Disney+オリジナルシリーズ     | 東地宏樹 |

### 音楽
- "I Drink Alone" (2005) 『スタンドアップ』のサウンドトラック
- "American Pie" (2006) 『Love Comes to the Executioner』のサウンドトラック
- "Good Ole Rebel" (2007) 『ジェシー・ジェームズの暗殺』のサウンドトラック

### CM
- クアーズ Light Beer (2000)
- デュラセルウルトラバッテリー(2000)
- Aquafina (2000)
- 起亜自動車 (2001)
- セブンイレブン (2002)
- Jeep（2019）

### ミュージックビデオ
- P!NK "Trouble" (2003) 保安官役
- Brother Sal  "Scenes on Sunset"